# Kalmar Nyckel

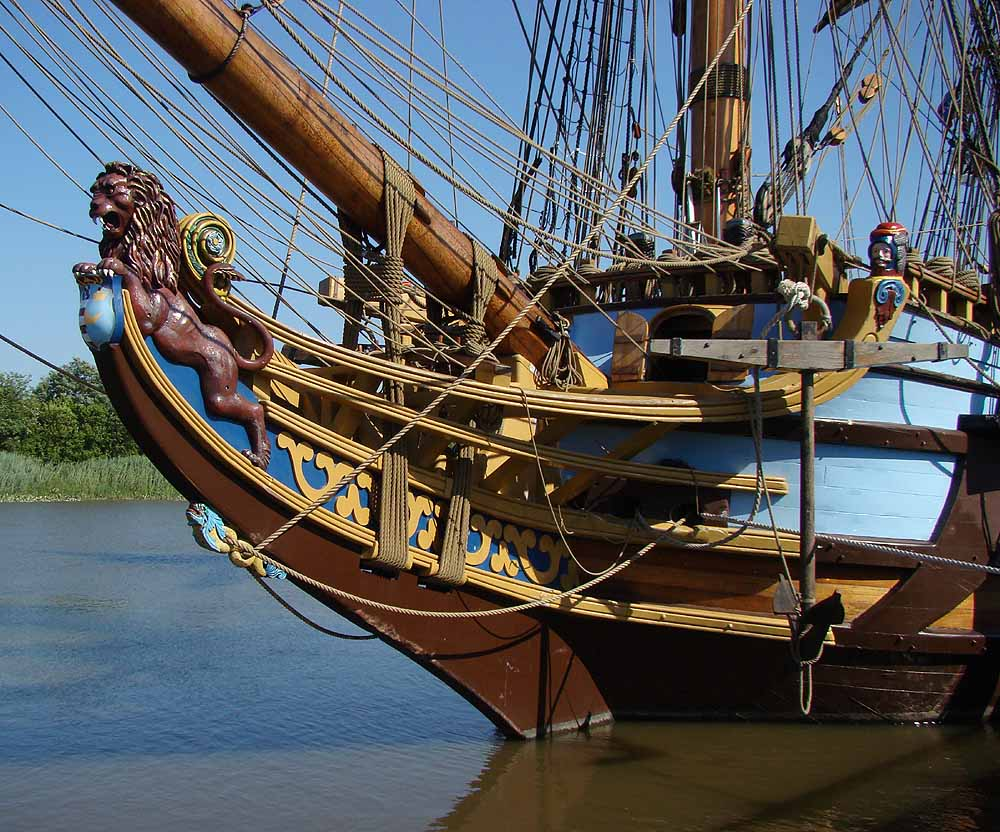
Galion des Nachbaus der Kalmar Nyckel

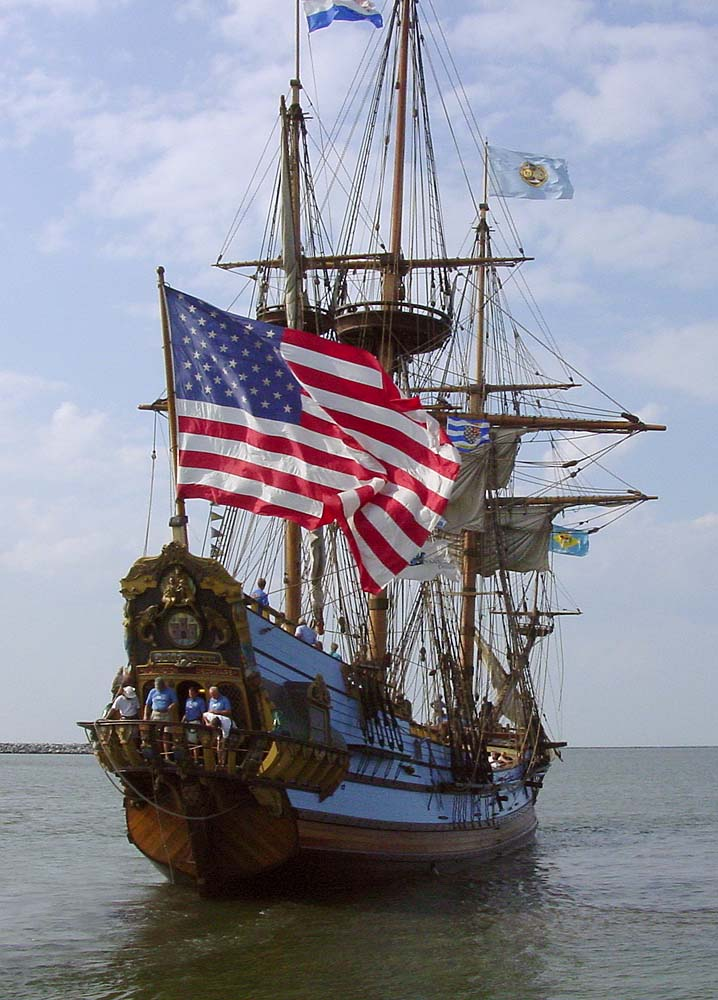
Rekonstruktionsversuch der Kalmar Nyckel

Die Kalmar Nyckel (auch Calmare Nyckel) war ein 1625 in den Niederlanden gebautes, bewaffnetes Handelsschiff, das hauptsächlich schwedische Siedler in die „Neue Welt“ brachte. Sie wurde von der schwedischen Stadt Kalmar (historische Provinz Småland) in Auftrag gegeben und als große dreimastige Pinasse konstruiert.
Die erste von insgesamt vier aufeinander folgenden Fahrten nach Nordamerika begann im Dezember 1637 von Göteborg aus. Das Schiff geriet aber gleich in der Nordsee in schweren Sturm, sodass erst einmal Holland zwecks Reparatur angelaufen werden musste. Am Neujahrstag 1638 konnte sie wieder auslaufen und erreichte unter ihrem Kapitän Jan Hindriksen van der Water im März 1638 die neuzugründende Kolonie Neuschweden, die unter der Leitung von Peter Minuit stehen sollte. Heute heißt die Gegend Wilmington und liegt in Delaware am Delaware (USA), wo dann auch der Nachbau des Schiffes aufgelegt wurde.
Sie nahm am Schwedisch-Dänischen Krieg 1657 teil. Es gibt zwei unterschiedliche Berichte über ihren Untergang gegen Ende des 17. Jahrhunderts; entweder ist sie vor der schwedischen Küste bei Kalmar gesunken oder in der Nordsee vor England.
Der Nachbau von 1997 hat eine Länge von 28,3 Metern, eine Breite von 7,62 m und einen Tiefgang von 4 m. Das Schiff läuft maximal 12,4 Knoten.